# 1764 în literatură

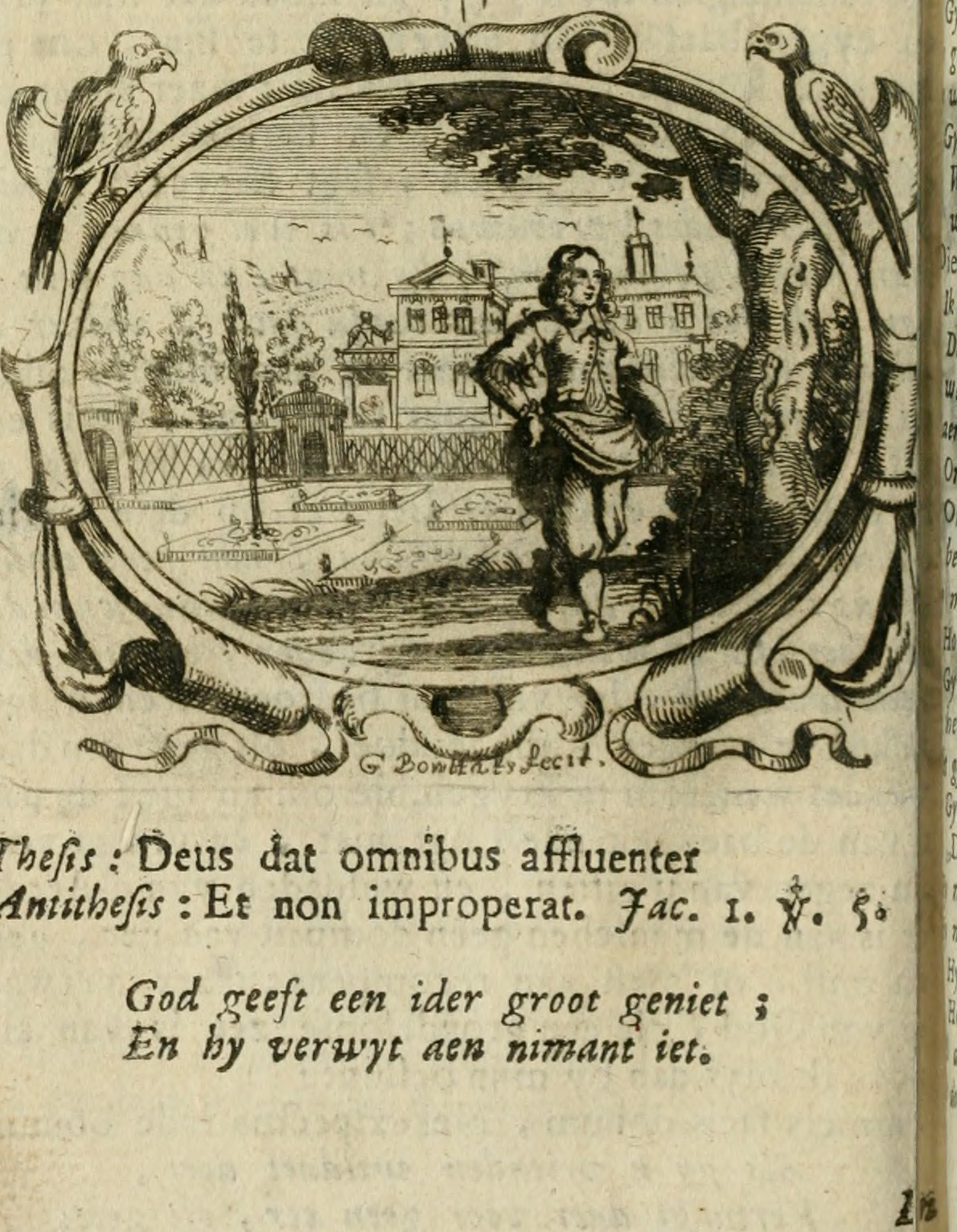
Conservatorul moral al plăcerilor expuse prin imagini simțurilor 1764 Autor: Moons, Gaspard, b. ca. Contribuitor: Getty Research Institute

Anul 1764 în literatură a implicat o serie de evenimente și cărți noi semnificative.  

## Cărți noi
- John Cleland - The Surprises of Love
- Phebe Gibbes - The History of Lady Louisa Stroud
- Susannah Minifie - Family Pictures
- "George Psalmanazar" - Memoirs of ***, Commonly Known by the Name of George Psalamanazar
- James Ridley ca "Sir Charles Morell" - The Tales of the Genii
- Horace Walpole - The Castle of Otranto